# 황상경
황상경(1982년 9월 27일 ~ )은 대한민국의 배우이다.

## 학력
- 단국대학교 사범대학 부속고등학교
- 한양대학교 연극영화학과 학사

## 출연작

### 영화
- 2018년 《챔피언》 - 부산커플남 역 (우정출연)
- 2017년 《그리다》 - 상경 역
- 2017년 《루시드 드림》 - 남기자 역
- 2016년 《오빠생각》 - 영춘호 역[3]
- 2015년 《돌연변이》 - 기자 2 역
- 2015년 《쓰리 썸머 나잇》 - 건달 1 역
- 2014년 《우는 남자》 - 변 실장 수하 1 역
- 2011년 《오늘 그 놈이 나와》 (단편 영화)
- 2010년 《주유소 습격 사건 2》 - 폭주족 1 역
- 2009년 《나는 곤경에 처했다!》 - 연인 남 역
- 2008년 《모던 보이》 - 미스터 리 역
- 2008년 《초감각 커플》 - 공연 티격태격 커플남 역

### 드라마
- 《꽃할배 수사대》 (2014년, tvN) - 속옷회사 직원 역
- 《뱀파이어 탐정》 (2016년, OCN) - 젊은 시절 주영광 역
- 《38사기동대》 (2016년, OCN)
- 《쓸쓸하고 찬란하神 - 도깨비》 (2016년, tvN) - 소매치기 역
- 《보이스》 (2017년, OCN) - 고동철 역
- 《역적 : 백성을 훔친 도적》 (2017년, MBC)
- 《하백의 신부 2017》 (2017년, tvN)
- 《한여름의 추억》 (2017년, JTBC) - 김지용 역
- 《으라차차 와이키키》 (2018년, JTBC)
- 《나의 아저씨》 (2018년, tvN)
- 《부잣집 아들》 (2018년, MBC)

### 연극
- 《러브》 (2015년) - 로렌조 역